# ダレル・リーヴィス
ダレル・シャヴァール・リーヴィス（Darrelle Shavar Revis, 1985年7月14日- ）はペンシルベニア州アリクイパ出身の元アメリカンフットボール選手。ポジションはコーナーバック。相手レシーバーとのマンツーマンカバーに優れておりNFLでベストのコーナーバックの1人と認められたこともある。

## 経歴

### プロ入りまで
地元の高校に進学した彼はアメリカンフットボールだけでなくバスケットボールでも活躍し2年次、3年次にチームの得点王となった。ピッツバーグ大学ヘッドコーチのウォルト・ハリスからリクルーティングを受けた彼は同大学へ入学した。
1年次の2004年、全12試合に出場しそのうち11試合に先発した彼はチームで5位タイの49タックル、2インターセプトを記録してフレッシュマンのオールアメリカンに選ばれた。ウェストバージニア大学戦で彼があげたインターセプトは決勝ドライブにつながった。またボストンカレッジ戦では第4Q終盤に第4ダウンゴールの状況で相手チームのレシーバーが1ヤード地点でパスキャッチをしたがこれを止めて得点を阻止したタックルなど、7タックルをあげてチームの勝利に貢献した。
2年次の2005年にはチームトップの4インターセプトをあげてビッグ・イースト・カンファレンスのオールチームに選ばれた。この年シンシナティ大学戦では79ヤードのパントリターンTDをあげ、コネティカット大学戦ではFGブロックリターンTDをあげている。
3年次の2006年にはバージニア大学、シンシナティ大学戦でそれぞれインターセプトリターンTD、ウェストバージニア大学戦では73ヤードのパントリターンTDをあげる活躍などを見せてジム・ソープ賞、ブロンコ・ナグルスキー賞の候補に選ばれた。

### ニューヨーク・ジェッツ（第1期）
彼は4年に進級せず、2007年のNFLドラフトにエントリーすることを表明した。この年のドラフト候補コーナーバックとして彼はミシガン大学のレオン・ホール、テキサス大学のアーロン・ロスと並ぶ最も優秀なコーナーバックと見られておりドラフト1巡指名が事前に予想された。ドラフト・コンバインを欠席した彼はピッツバーグ大学で行われたプロ・デーにクリント・セッション、H・B・ブレイズらとパフォーマンスを見せた。ドラフト当日、全体6位でラロン・ランドリーが指名されたためディフェンスバックとしては最初の指名とならなかったものの全体14位でニューヨーク・ジェッツに指名されてコーナーバックとしてはこの年のドラフトで最初の指名を受けた。この年ニューヨーク・ジェッツは1巡指名権として全体25位しか保持していなかったがトレードアップによりリーヴィスの地元チーム、ピッツバーグ・スティーラーズに先んじて指名を果たした。同年8月15日、彼はチームと6年間3,000万ドル（1,100万ドルの保証を含む）で契約した。
その年の開幕戦から先発コーナーバックとして起用されニューイングランド・ペイトリオッツ戦では7タックルをあげ、ウェス・ウェルカーを6回61ヤードに抑えた。第8週のバッファロー・ビルズ戦でプロ入り初のインターセプトをあげた。この年全16試合に先発出場し87タックル、1サック、1ファンブルフォース、3インターセプトの成績をあげた。
2年目も先発として起用された彼は第4週のアリゾナ・カージナルス戦でラリー・フィッツジェラルド、アンクワン・ボールディンを相手に2インターセプトをあげ、プロ初のリターンTDをあげた。チームメートにはオールプロのセイフティケリー・ローズがいたもののジェッツのパスディフェンスは28位と低迷し第10週の後、チームはタイ・ローを獲得したが第4週にアリゾナ・カージナルスのカート・ワーナーに471ヤードを許したのに続けて第11週にニューイングランド・ペイトリオッツのマット・キャセルにも400ヤード以上を許したがリーヴィスのいるサイドにはほとんどパスは投げられず新人コーナーバックのドワイト・ローリーのサイドが狙われ続けた。この年彼はプロボウルに初めて選ばれアンクワン・ボールディンへのパスを片手でインターセプトした。
2009年、ヒューストン・テキサンズとの開幕戦ではプロボウルレシーバーのアンドレ・ジョンソンを4回35ヤード、ニューイングランド・ペイトリオッツのランディ・モスを4回24ヤードに抑えトム・ブレイディのパスをインターセプトする活躍を見せて2006年以来ジェッツはペイトリオッツにTDを許さなかった。ニューオーリンズ・セインツ戦ではマーカス・コルストンを2回38ヤードに抑えセインツのオフェンスには10点しかあげさせなかった。また第6週にはテレル・オーウェンスを3回13ヤードに抑える活躍を見せたがいずれもオフェンスのターンオーバーにより試合は敗れた。第12週のカロライナ・パンサーズ戦ではスティーブ・スミスを1回5ヤードと完璧に抑えジェイク・デロームのパスを2回インターセプトし1TDをあげた。ジェッツのレックス・ライアンヘッドコーチはシーズン中たびたびリーヴィスがNFLベストのコーナーバックであるだけでなくこれまでコーチをしてきたキャリアで出会った最高のコーナーバックであると述べた。元オールプロのコーナーバック、ディオン・サンダースもリーヴィスが現在最高のコーナーバックであると述べた。最終週のシンシナティ・ベンガルズ戦ではチャド・オチョシンコにパスを通さずチームは37-0とこの年2度目の完封勝利を果たしプレーオフ出場を決めた。プレーオフ初戦は2週連続ベンガルズとの対戦となったが再びオチョシンコを2回28ヤードに抑え1TDをあげる活躍を見せてチームは24-14で勝利した。翌週AFC第2シードのサンディエゴ・チャージャーズと対戦したが相手QBのフィリップ・リバースはリーヴィスの守備範囲に3回しかパスを投げれず、その内2回はパス不成功となり、残る1回はリーヴィスがヴィンセント・ジャクソンの足もとに飛びついてインターセプトをあげた。このインターセプトが試合のモメンタムを変えるきっかけとなりチームは17-14で勝利した。チームは1998年以来となるAFCチャンピオンシップゲーム侵出を果たしインディアナポリス・コルツと対戦したが後半無得点に終わり、彼自身は2本しかパスを許さなかったが、他の選手がペイトン・マニングのパスオフェンスを止められず17-30で試合に敗れた。最優秀守備選手賞候補となったがチャールズ・ウッドソンに敗れ受賞はならなかった。
2010年シーズン開幕前、前年までの活躍により契約期間を残り3年残すものの見直しを求めた（当初2010年のサラリーは100万ドルの予定）。チームとの交渉はまとまらず8月1日から始まるトレーニングキャンプをホールドアウトしプレシーズンゲームも欠場を続けていたが9月5日にチームと4年間3200万ドルの契約を結んだ。
2012年、第4週の試合でACLを断裂、シーズン絶望となり、10月12日に故障者リスト入りした。

### タンパベイ・バッカニアーズ
2013年4月、2013年のNFLドラフト1巡13位及び将来のドラフト権と引き換えにタンパベイ・バッカニアーズへ移籍、6年9600万ドルの契約を結んだ。
しかし、怪我の影響で期待されたほど活躍することが出来ず、1年で解雇される。

### ニューイングランド・ペイトリオッツ
2014年3月、タンパベイ・バッカニアーズから解雇された直後にニューイングランド・ペイトリオッツと1年契約。弱点とされていたペイトリオッツのパスディフェンスの改善に貢献してスーパーボウル優勝を果たした。

### ニューヨーク・ジェッツ（第2期）
2015年3月、古巣のニューヨーク・ジェッツと5年契約を結んだ。

### カンザスシティ・チーフス
2017年11月、カンザスシティ・チーフスと2年契約を結んだ。

### 引退
2018年7月19日に引退を発表、長いNFLキャリアにピリオドを打った。

## 人物
マンツーマンカバーに優れており、相手QBはほとんど彼のサイドにパスを投げない。そのため2010年シーズンはインターセプト0回であった。
母親は高校時代100mから400mの陸上競技選手でありテキサス大学に進学する奨学金の申し出を受けるほどのアスリートであり、また母方の叔父にロサンゼルス・ラムズ等でプレーしたショーン・ギルバートがいる。